# 哈沃德
哈沃德是一名35岁的香港青年，在2013年4月，因为把自己扮成金正恩的视频传到了Facebook上而出名，在近期还拍摄了汉堡包广告。不过，他因为害怕朝鲜方面报复他，目前暂时没有公布真名。